# 自伝

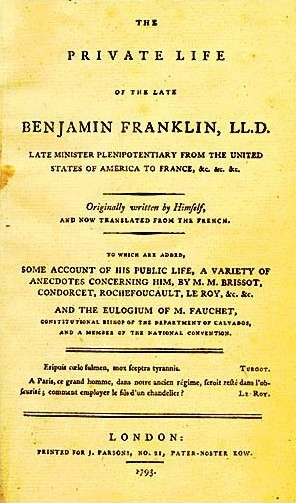
ベンジャミン・フランクリンの1793年の自伝の初版の表紙

自伝（じでん、英: autobiography）は、人が自分自身の眼から見た自分の生涯、人生を記述したものを言う。自身による伝記。自叙伝（じじょでん）。

## 概要
自伝の英語表記である autobiography は、ギリシア語の αὐτός (-autos/自分) + βίος (-bios/生命) + γράφειν (-graphein/書く) から由来した言葉である。
一般的な、他者による伝記は通常、非常に広範囲にわたる資料や視点を基にしている。しかし、自伝は、完全に執筆者である本人の記憶、回顧、回想に基づいており、資料を利用するとしても記憶の補助としてであるという点で一般の伝記とは異なっている。古代ギリシアやローマでは、こうした性格の書き物を、アポロギア（apologia）と称した。本質的にそれは、内省というよりも、自分の採った政治的な言動についての自己弁明の書であったからである。アウグスティヌスは、彼の自伝的著述に「告白」（Confession 、信仰告白）という表題をつけた。ジョン・ヘンリー・ニューマンの自伝は、まさに彼の人生の自己弁明であった。ジャン・ジャック・ルソーもまたこのタイトルを踏襲した。自伝というものを一般的に広めたのはベンジャミン・フランクリンである。
漢字圏では、前漢の司馬遷が「史記」で最後の章に「太史公自序」を置き、解説と自伝を兼ねた。続いて班固が「漢書」でそれを踏襲し「叙伝」を最後に置いた。

## 回顧録との違い
ローマ帝国時代の弁論家リバニウス（Libanius,314-393）は、彼の弁論のひとつとして、人生の回顧録（自伝）を作ったが、それは公にする類の物ではなく、自身の研究の内だけで読まれたであろう文芸的な物であった。
回顧録（回想録）と自伝とは少々異なる。自伝がその人物の「人生や生涯」に焦点を当てるのに対して、回顧録は、自身の記憶や見解および感情に重点を置いて、より狭い範囲（特定の事象や事件）について述べられる。
近代の回顧録はしばしば、過去の日記や手紙、写真を基にしている。
1980年代頃までは、著名人以外が回顧録を書いたり出版したりすることは稀だった。しかし、『アンジェラの灰』や『 The Color of Water 』といった回顧録が好評を博し、多くを売り上げたことにより、多くの人々がこのジャンルに手を染めることとなった。

## 自伝の研究
20世紀前半のドイツの哲学者、ゲオルク・ミッシュに『自伝の歴史』（Geschichte der Autobiographie）という大部の研究書がある。1907年から刊行開始で、最後の巻が1969年に出ている。日本語訳はまだない。その他、フィリップ・ルジェンヌの『フランスの自伝 自伝文学の主題と構造』（叢書・ウニベルジタス 法政大学出版局 1995年）、同『自伝契約』（水声社 1993年）など、数は多くないが、人間の自己認識の具体例として自伝を研究する動きがある。

## 著名な自伝
- 勝小吉『夢酔独言』
- 福澤諭吉『福翁自伝』岩波文庫ほか
- 大杉栄『自叙伝』土曜社ほか
- 愛新覚羅溥儀『我が半生』ちくま文庫上下
- アウグスティヌス『告白』
- ヘンリー・アダムス『ヘンリー・アダムスの教育』八潮出版社
- アナイス・ニン『アナイス・ニンの日記』筑摩書房
- ハンス・クリスチャン・アンデルセン『アンデルセン自伝―わが生涯の物語』岩波文庫
- 荒畑寒村『寒村自伝』 岩波文庫上下
- ジェロラモ・カルダーノ『カルダーノ自伝』
- マハトマ・ガンディー『ガンジー自伝』中公文庫BIBLIO20世紀
- ギュンター・グラス『わたしの一世紀』早稲田大学出版部
- ヘレン・ケラー『わたしの生涯』角川文庫
- 嵯峨浩（愛新覚羅浩）『流転の王妃』文藝春秋新社
- ジャン・ポール・サルトル『言葉』人文書院
- アルベルト・シュヴァイツァー『わが生活と思想より』白水社
- ハインリヒ・シュリーマン『古代への情熱―シュリーマン自伝』岩波文庫
- 第14世ダライ・ラマ『ダライ・ラマ自伝』文春文庫
- ネルソン・マンデラ『ネルソン・マンデラ 闘いはわが人生』三一書房
- ジョン・スチュアート・ミル『ミル自伝』一穂社
- ベンジャミン・フランクリン『フランクリン自伝』岩波文庫
- マルコムX『マルコムX自伝』中央公論新社
- 湯川秀樹『旅人―ある物理学者の回想』角川書店
- フランク・ロイド・ライト『ライト自伝』上下 中央公論美術出版社
- バートランド・ラッセル『自伝的回想』みすず書房
- アドルフ・ヒトラー『我が闘争』角川書店
- アンネ・フランク『アンネの日記』文春文庫ほか
- 坂口安吾『風と光と二十の私と』
- 河上肇『自叙伝』岩波文庫ほか